# Clytus minutissimus
Clytus minutissimus är en skalbaggsart som beskrevs av Nonfried 1893. Clytus minutissimus ingår i släktet Clytus och familjen långhorningar. Inga underarter finns listade i Catalogue of Life.